# Euphoresia trifasciata
Euphoresia trifasciata är en skalbaggsart som beskrevs av Frey 1972. Euphoresia trifasciata ingår i släktet Euphoresia och familjen Melolonthidae. Inga underarter finns listade i Catalogue of Life.